# Frits Schuurman
Frits Hans Erich Schuurman (Nijmegen, 25 juni 1898 – Durban, 23 september 1972), was een Nederlands dirigent en componist.

## Leven en werk
Hij was zoon van Hendrikus Schuurman (oprichter van en commisionair bij het Haagse Schuurman & De Bas) en Friederike Ulrike Cäcilie Mathilde Emma Kreusler
Schuurman was tussen 11 april 1929 en 29 maart 1939 getrouwd met letterkundige Elisabeth de Meijier en hertrouwde met de violiste Maria Neuss. Zoon uit het eerste huwelijk Igor Reginald Schuurman werd directeur van het Internationaal Tolken Secretariaat in Amsterdam; dochter Vera Emma Gertrude Schuurman is bij kenners bekend uit de smalfilmwereld (Ed Tietjens en Vera Tietjens-Schuurman).
Hij zou eigenlijk gaan werken in de handel. Zijn muziekopleiding verkreeg hij in eerste instantie van Hendrik Andriessen. Vervolgens wendde hij zich geheel tot de muziek en ondernam studies compositieleer en directie aan het Conservatorium van Amsterdam bij Sem Dresden (1918-1921) en bij Albert Roussel in Parijs. Vanuit Parijs correspondeerde hij bij De Telegraaf en het Rotterdams Nieuwsblad.
Hij toerde door Frankrijk, Spanje, Portugal en Marokko alvorens in 1926 terug te keren naar Nederland. in de periode 1918-1930 was hij dirigent van het toonkunstkoor in Tiel. Tussen 1931 en 1938 was Schuurman dirigent van de Haarlemse Orkest Vereniging en tussen 1938 en 1946 was hij dirigent van het Residentie Orkest in Den Haag als opvolger van Peter van Anrooy. Zo leidde hij op 18 januari 1939 een concert waarbij zijn aanstaande vrouw solist was in het Vioolconcert van Johannes Brahms. Het stel had al in de Haarlemse periode samengespeeld. Driekwart jaar later trouwden de twee.
Die functie combineerde hij met dat van secretaris van en leraar muziektheorie aan het Amsterdams conservatorium. Tijdens de Tweede Wereldoorlog kon het echtpaar doormusiceren; zo nam het deel aan de bescheiden herdenkingsconcerten van 25-jaar Rotterdams Philharmonisch Orkest. Frits Schuurman stond in de periode 1938 tot 1946 acht keer voor het Concertgebouworkest, dus deels in de periode dat het vanwege de Duitse bezetter ontdaan was van Joodse musici.
In 1949 werd hij als dirigent aangesteld bij het Stedelijk Orkest te Johannesburg. In 1952 trok het echtpaar naar Kaapstad om daar dirigent en docent (hij) respectievelijke docent viool (zij) aan het muziekcollege. Het orkest was geen succes, werd al snel ingekrompen. Zijn laatste werkende jaren bracht hij door bij het Durban Civic Orchestra (1955-1966), dat hij kon uitbreiden. De orkesten van Johannesburg, Kaapstad en Durban waren toen de enige drie beroepsorkesten van Zuid-Afrika, waaraan dan ook opleidingen aan verbonden waren. Na 1966 leidde hij een teruggetrokken bestaan.